# Hướng dẫn viên du lịch

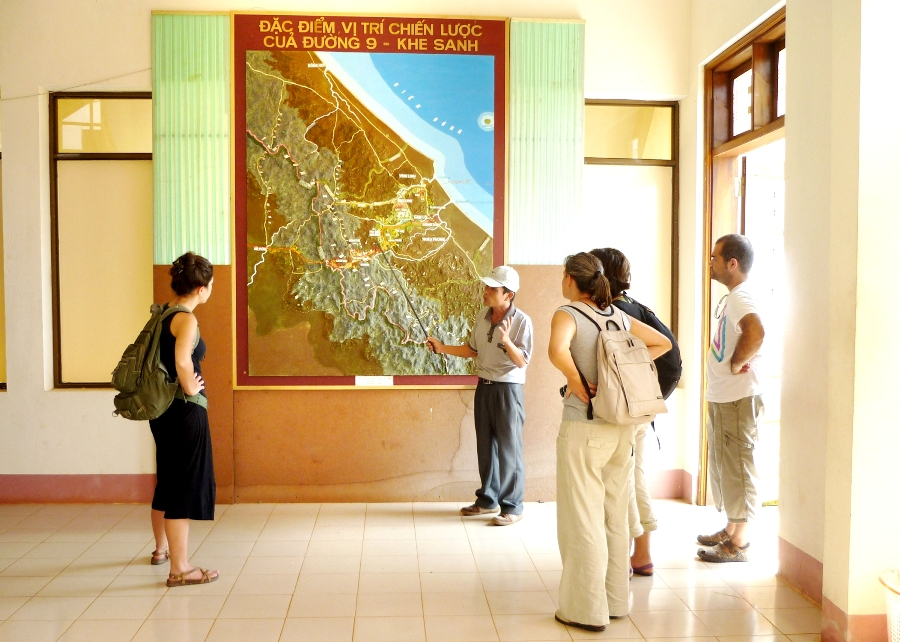
Hướng dẫn viên đang thuyết minh tại điểm trong trận Khe Sanh

Hướng dẫn viên du lịch là người sử dụng ngôn ngữ đã lựa chọn để giới thiệu và giải thích cho du khách các di sản văn hóa cũng như thiên nhiên của một vùng cụ thể được các cơ quan liên quan công nhận. Nói cách khác, hướng dẫn viên du lịch là người thực hiện các điều khoản được ký kết trong hợp đồng cung ứng dịch vụ lữ hành, giúp doanh nghiệp lữ hành thu được lợi nhuận kinh tế và giúp du khách hiểu biết thêm về điểm đến (điểm tham quan) thông qua chuyến đi và bài thuyết minh.

## Yêu cầu
Điều kiện tiên quyết để hành nghề Hướng dẫn viên là phải có thẻ hướng dẫn. Theo luật du lịch, nếu hướng dẫn viên không có, không đeo hoặc cho mượn thẻ hướng dẫn trong lúc đang hành nghề thì sẽ bị phạt nặng. Thứ yếu là hướng dẫn viên phải tự trang bị cho mình một nền tảng văn hóa, kiến thức, ngoại ngữ thật vững và một bản lĩnh nghề nghiệp để sẵn sàng đối phó với bất kỳ tình huống phát sinh nào trong suốt thời gian dẫn tour . Đối với nghề nghiệp, hướng dẫn viên không được cung cấp những thông tin lệch lạc, vi phạm chính trị. Đối với du khách thì không được trễ giờ hay sai hẹn. Một quy định "bất thành văn" đối với hướng dẫn viên du lịch là không được say xe. Ngoài ra, hướng dẫn viên còn phải hiểu, biết nhiều Luật khác nhau, đặc biệt là Luật Du lịch để hướng dẫn cho du khách quốc tế thực hiện đúng luật pháp địa phương - nơi du khách đến du lịch.

## Vai trò, nhiệm vụ
Hướng dẫn viên du lịch có thể là người đại diện cho chính phủ giới thiệu với du khách về văn hóa, lịch sử... của đất nước mà du khách đến tham quan. Đối với tour du lịch về lịch sử, HDV đóng một vai trò cực kỳ quan trọng trong việc tái hiện lại phần nào lịch sử thông qua bài thuyết minh, đặc biệt khi vết tích chiến tranh không còn lại nhiều. Bài thuyết minh và cách diễn đạt của HDV có ảnh hưởng rất lớn đến chất lượng chương trình tour. Nói cách khác, vai trò của HDV là một trong những yếu tố quan trọng quyết định sự thành bại, sống còn đối với một chương trình du lịch, nhất là những chương trình tour về lịch sử.
Hướng dẫn viên du lịch là người có điều kiện gặp gỡ nhiều người. Nhờ có vai trò của hướng dẫn viên mà du khách có được những giây phút thoải mái và thông qua chuyến đi, hình ảnh điểm đến được du khách biết đến thông qua chuyến đi.